# Ernst Tugendhat
Ernst Tugendhat   (Brno, 8 de març de 1930 - Friburg de Brisgòvia, 13 de març de 2023) fou un filòsof alemany.
La seva família, d'origen jueu, va emigrar a Veneçuela quan els nazis arribaven al seu país i així es va salvar dels camps de concentració del règim de Hitler. Amb tan sols 15 anys, va ingressar a la prestigiosa Universitat Stanford, on va estudiar llengües clàssiques. L'any 1949 va continuar els seus estudis de filologia i filosofia a Friburg/Brisgovia, on va obtenir el grau de Doctor. Va estudiar amb prestigiosos mestres, entre ells Karl Jaspers i Martin Heidegger. Va ser catedràtic de Filosofia a la Universitat de Heidelberg i a la Universitat Lliure de Berlín (1966 a 1992). En els anys de les revoltes estudiantils a Alemanya, va prendre posicions que trencaven els esquemes de les autoritats acadèmiques. Durant els últims anys ha continuat el seu ensenyament com a professor visitant a la Pontificia Universidad Católica de Chile, a les Universitats de Viena, Praga, Zurich, Hamburg i Londres. Apassionat del pensament de Heidegger, és un dels filòsofs més reconeguts de l'actualitat.
Les seves publicacions són nombroses, i entre elles destaquem: Egocentricidad y Mística (2004), Problemas (2002), El Llibre del Manel i la Camil·la (2002) [cast.: El libro de Manuel y Camila, 2001], Lecciones de Ética (2001), Ser-Verdad-Acción. Ensayos filosóficos (1998) i Diálogo en Leticia (1999).

## Obres
- 1958: Ti kata tinos. Karl Alber, Freiburg. ISBN 3-495-48080-3
- 1967: Der Wahrheitsbegriff bei Husserl und Heidegger. de Gruyter, Berlin. ISBN 978-3-11-010289-5
- 1970: "The Meaning of 'Bedeutung' in Frege" (Analysis 30, pp 177–189)
- 1975: Vorlesungen zur Einführung in die sprachanalytische Philosophie. Suhrkamp, Frankfurt am Main. ISBN 3-518-27645-X, In English: Traditional and analytical philosophy. Lectures on the philosophy of language. Transl. by P.A. Gorner. Cambridge University Press, Cambridge 1982.
- 1979: Selbstbewußtsein und Selbstbestimmung. Suhrkamp, Frankfurt. ISBN 3-518-27821-5, In English: Self-consciousness and self-determination. Transl. by Paul Stern. Cambridge, Mass./ London: MIT Press, 1986. (= Studies in contemporary German social thought.)
- 1984: Probleme der Ethik. Reclam, Stuttgart. ISBN 3-15-008250-1
- 1992: Philosophische Aufsätze. Suhrkamp, Frankfurt. ISBN 3-518-28617-X
- 1992: Ethics and Politics
- 1993: Vorlesungen über Ethik. Suhrkamp, Frankfurt. ISBN 3-518-28700-1
- 1995: "The Moral Dilemma in the Rescue of Refugees" (Social research 62:1)
- 2000: "Zeit und Sein in Heideggers Sein und Zeit" (Sats: Nordic Journal of Philosophy 1.1)
- 2003: Egozentrizität und Mystik. Eine anthropologische Studie. C. H. Beck. ISBN 978-3-406-51049-6
- 2007: Anthropologie statt Metaphysik. C. H. Beck. ISBN 978-3-406-55678-4